# Julius Wimmer
Julius Wimmer (* 17. November 1932 in Düsseldorf-Urdenbach; † 9. März 2021 ebenda) war ein deutscher Bildhauer und Zeichner. Seine Skulpturen aus Stahl stehen in Düsseldorf und Hilden.

## Leben und Wirken
Julius Wimmer wurde am 17. November 1932 in Düsseldorf-Urdenbach geboren. Aus dem Holz der Urdenbacher Kämpe hat er bereits als 13-Jähriger einen filigranen Indianerkopf mit einem angeschliffenen Schraubenzieher geschnitzt.
Als Kind wurde er während des Zweiten Weltkrieges für drei Jahre zusammen mit den Geschwistern und mit ihrer Mutter in Erweiterte Kinderlandverschickung in Thüringen untergebracht.
Wieder zurück im Rheinland musste seine Mutter die Familie alleine durchbringen. Sein Vater war im Krieg gefallen. Daher gab es keinen „Platz für die Kunst oder Geld für ein Studium“.
Nach dem Zweiten Weltkrieg wurde Julius Wimmer bei den WEWAG-Wotanwerken (Westdeutsche Werkzeugmaschinen GmbH, in Düsseldorf-Holthausen) als Maschinenschlosser und Schweißer ausgebildet. Dort arbeitete er danach über 40 Jahre als Maschinenschlosser, Messwerkzeug-Revisor und Elektroschweißer.
Schon während seiner Lehre begann er, sich mit Kunst und Kunstgeschichte zu befassen. Wimmer erinnerte sich: „Zu Weihnachten mussten die Lehrlinge ein Werkstück für eine Ausstellung anfertigen. Seinen Rauchtisch hatte er aufwendig mit einem kunstvollen Relief verziert.“ Mit diesem Blickfang entdeckte der Chef der WEWAG-Wotanwerke die künstlerische Gabe seines Lehrlings und vermittelte seinen Azubi zu Lehrstunden bei einem Bildhauer in Lohausen.
In den Bildhauern Hans Sievers und Jupp Rübsam fand Wimmer Förderer und Lehrer. Parallel zu seiner Berufstätigkeit bildete er sich in den Jahren 1954–1956 an der Werkkunstschule Düsseldorf im Fach Aktzeichnen bei K. Weißenborn weiter. Er fertigte 56 Aktzeichnungen an. An der Werkkunstschule lernte er auch seine Frau, die Malerin Ruth Wimmer, kennen.
Julius Wimmer war Mitglied des Künstlervereins Malkasten, des Benrather Kulturkreises e.V. und des Bundesverbands Bildender Künstlerinnen und Künstler e.V. (BBK-Düsseldorf), der die Berufsvertretung und zugleich Ausstellungsort für professionelle, bildende Künstlerinnen und Künstler in Düsseldorf ist.
Als Wimmer 58 Jahre alt war, ging sein Arbeitgeber 1990 in Insolvenz. Erst ab dann konnte er sich vollständig auf sein künstlerisches Schaffen konzentrieren.
Öffentliche und kirchliche Aufträge führten zu Arbeiten im öffentlichen Raum in Düsseldorf-Benrath, Düsseldorf-Urdenbach, Düsseldorf-Garath und in Hilden.

## Werk
Bei einem Kurs an der Werkkunstschule Düsseldorf schuf er 1955 den „meditierenden oder betenden Jüngling“, der mit seiner idealisierend abstrahierten Körperlichkeit erlöst aus dem Holzblock zu entschweben scheint.
Hierzu meinte er:

„Die Natur zeigt uns, schaut man einmal genauer hin, auf wunderbarer Weise, wie sie aus dem scheinbaren Chaos Ordnung schafft und die interessantesten Formen und Konstruktionen hervorbringt. Insbesondere der Künstler kann ständig von ihr lernen. Für mich ist die Natur ein Lehrmeister, ein permanenter Anreger und Impulsgeber.“

Die Werke Wimmers bestehen aus den Facetten Zeichnungen, Holzplastiken, Stelen, Stahlarbeiten.
Während er seine ersten Arbeiten in Holz als Relief oder Stelen ausführte, kam später Stahl als Material seiner Skulpturen hinzu. Wie bei seinem Werk „Ikarus“ griff Wimmer auf die griechische Mythologie zurück. Zusätzlich schuf er häufig stilisierte Blütenformen. Er orientierte sich an der Natur, die er durch seine Werke überhöhen und in ihrer Ordnung darstellen wollte.

## Ausstellungen (Auswahl)
Julius Wimmer blickte auf eine rege Ausstellungstätigkeit zurück, die im Jahr 1968 begann. Unter anderem präsentierte er sich und seine Arbeiten im Kunstpalast Düsseldorf, bei Gruppenausstellungen des BBK und des Malkastens Düsseldorf, in verschiedenen Galerien in Düsseldorf und Umgebung und bei zahlreichen Aktionen der „Kunstpunkte“. Er stellte zusammen mit seiner Frau Ruth Wimmer, der Malerin, mehrmals in der Orangerie Schloss Benrath (1994, 2000) aus.
Düsseldorf
Orangerie Schloss Benrath (1968, 1994, 2000)
Gemeinschaftsausstellung BBK (1976, 1983)
Jahresausstellung Düsseldorfer Künstler (1982)
Gruppenausstellung Malkasten (1975, 1979, 1985)
Kunstpunkte Atelier An der Gänsestraße 27 (2017–2010)
Lohausen
Kunstwerkstatt alte Dorfschmiede (1995)
Hilden
Biennale Kleinplastik (1996)
Retrospektive, Gewerbepark Süd (2005)
Lünen
Galerie Rötger (1986)
Mönchengladbach
Galerie Augenblick (1985, 1987)
Musisches Zentrum (1991)
Rees
Rathaus (1997)

## Bekannte Werke, zum Teil im öffentlichen Raum
| Foto | Name                 | Stadt-Stadtteil              | Standort Lage                                                                                 | Datierung  | Beschreibung |
| ---- | -------------------- | ---------------------------- | --------------------------------------------------------------------------------------------- | ---------- | --- |
|      | Kleinplastiken       | Düsseldorf-Urdenbach         | Atelier: An der Gänsestraße 27 51° 8′ 46″ N, 6° 52′ 3,3″ O                                    |            | |
|      | Auferstehungs-Relief | Düsseldorf-Urdenbach         | Herz-Jesu-Kirche 51° 8′ 59,9″ N, 6° 52′ 6,1″ O                                                |            | |
|      | Turmspringer         | Düsseldorf-Urdenbach         | Bürgerschützenverein, Drängenburger Str. 4 51° 8′ 42,9″ N, 6° 51′ 51,8″ O                     | 1990       | Am Bürgerschützenverein Düsseldorf-Urdenbach e.V. an der Drängenburger Straße 4 sitzt der Turmspringer im Garten. Erst wenn man das Bild um 180 Grad dreht, nimmt die Skulptur, die eines Turmspringers an. |
|      | Ahornsamen           | Düsseldorf-Urdenbach         | Urdenbacher Allee 83 am Sana Krankenhaus 51° 9′ 6,3″ N, 6° 52′ 6,9″ O                         | 1997       | Die aufrechtstehenden Ahornsamen bestehen aus zwei aneinander gewachsene Blätter. Sie symbolisieren die Fruchtbarkeit des Lebens und gleichermaßen das Wiederentstehen von neuem Leben aus den Samen. Das Werk ist aus vielen kleinen Edelstahlpartien zusammengesetzt. Die Schweißnähte betonen die Maserung des Samens.             |
|      | Blütenform           | Düsseldorf-Urdenbach         | Atelier, An der Gänsestraße 27 51° 8′ 46″ N, 6° 52′ 3,3″ O                                    | 2003       | |
|      | Stierkopf-Stele      | Düsseldorf-Urdenbach         | Grünfläche in Höhe der Robert-Hansen-Straße 51° 9′ 15,6″ N, 6° 52′ 9,2″ O                     | 2017       | Der Allgemeine Bürgerverein Urdenbach (ABVU) stellte den imposanten Stierkopf auf der Grünfläche in Höhe der Robert-Hansen-Straße auf. |
|      | Phönix               | Düsseldorf-Benrath           | Sana Krankenhaus an der Urdenbacher Allee 83 51° 9′ 6,5″ N, 6° 52′ 16,1″ O                    | 1988       | Für den Feuervogel Phönix hat Wimmer die Flügel seiner Edelstahlskulptur als Flammen so gestaltet, dass sie nach oben zum Himmel schlagen. |
|      | Ikarus II            | Düsseldorf-Benrath           | vor dem S-Bahnhof an der Heubesstraße 51° 9′ 43,9″ N, 6° 52′ 39,8″ O                          | 1994-11-25 | Wie auch das mythologische Vorbild Ikarus drängt auch Wimmers 2,8 m hohe Ikarus Statue nach Freiheit. Die Ikarus-Figur stellt die menschliche Natur dar, durch Technik die Grenzen der menschlichen Natur zu überwinden. Der Standort vor dem Bahnhof in Düsseldorf-Benrath symbolisiert das Bedürfnis der Menschen reisen zu können. |
|      | Eizelle              | Düsseldorf-Benrath/Urdenbach | Garten des Sana-Krankenhauses 51° 9′ 6,7″ N, 6° 52′ 17,6″ O                                   | 2000       | Die im Park des Benrather Krankenhauses aufgestellte Skulptur setzt sich mit den Themen Geburt, Krankheit und Heilung auseinander. Im Zellkern weist die glatte Kugel zwei runde Ausschnitte auf. Für die äußere Membran schweißte Wimmer den Edelstahl aus vielen Einzelsegmenten mit Ringen zusammen.                               |
|      | Blüte von Garath     | Düsseldorf-Garath            | Kurt-Schumacher-Straße 51° 8′ 35,3″ N, 6° 53′ 46,7″ O                                         | 1986       | Aus acht Düsen strömt in dem Brunnen Wasser über die stilisierte Blüte mit ihren fünf Blütenblättern und dem Stempel. Die fünf Blütenblätter der 3 m hohen Skulptur sollen die zu Garath gehörenden fünf Stadtteile symbolisieren. |
|      | Kerzenleuchter       | Düsseldorf-Garath            | Garather Kirche                                                                               | 1986       | |
|      | Blütenform           | Hilden                       | Gerresheimer Straße 20, Weiterbildungszentrum Altes Helmholtz 51° 10′ 15,8″ N, 6° 55′ 47,9″ O | 2004       | Passend zum ehemaligen Helmholtz-Gymnasium und dem jetzigen „Kultur- und Weiterbildungszentrum (WBZ) Altes Helmholtz“ stellt die 2,5 m hohe Skulptur das Wachsen dar. Ursprünglich gehörten zu den Blütenblättern auch noch ein spitz zulaufender Blütenstab im Inneren dazu. Er wurde jedoch kurz nach dem Aufstellen gestohlen.     |